# Вяжель
Вяжель — ручей, левый приток Вяжли, протекает по территории Тамалинского района Пензенской области и Умётского района Тамбовской области в России. Длина ручья — 22 км, площадь водосборного бассейна — 168 км².

## Описание
Вяжель начинается на границе Тамбовской и Пензенской областей около северо-западной окраины деревни Токаревка. От истока течёт на юго-восток, в селе Берёзовка поворачивает на юго-запад, около деревни Гришино — на северо-запад, после слияния с правым притоком около Бурчаловки основным направлением течения становится юго-запад. Напротив села Любичи впадает в Вяжлю.

## Данные водного реестра
По данным государственного водного реестра России относится к Донскому бассейновому округу, водохозяйственный участок — Ворона, речной подбассейн — Хопер. Речной бассейн — Дон (российская часть бассейна).
Код объекта в государственном водном реестре — 05010200212207000006622.